# Benjamin Goodhue
Benjamin Goodhue (ur. 20 września 1748 w Salem, Massachusetts, zm. 28 lipca 1814 w Salem, Massachusetts) – amerykański kupiec i polityk z Massachusetts.
W latach 1789–1796 reprezentował stan Massachusetts w Izbie Reprezentantów Stanów Zjednoczonych. Podczas pierwszej i drugiej kadencji Kongresu Stanów Zjednoczonych reprezentował drugi okręg wyborczy w tym stanie, podczas trzeciej kadencji Kongresu reprezentował pierwszy okręg wyborczy, a do czwartej kadencji został wybrany z dziesiątego okręgu wyborczego. Podczas czwartej kadencji kongresu przewodniczył komisji do spraw handlu i produkcji (Committee on Commerce and Manufactures).
W czerwcu 1796 roku zrezygnował ze swojego mandatu w izbie reprezentantów i jako federalista został wybrany do Senatu Stanów Zjednoczonych, gdzie do 1800 roku reprezentował stan Massachusetts.